# Берёзовка (Вачский район)
Берёзовка — село в Вачском районе Нижегородской области. Входит в состав Филинского сельсовета.

## География
Село расположено в верхнем течении реки Илимдиг в 8 км на юго-восток от центра поселения села Филинское и в 22 км на юго-запад от райцентра посёлка Вача.

## История
Первые сведения о деревне Березовка в составе Мещерского прихода находятся в окладных книгах 1676 года, в деревне тогда было 27 дворов крестьянских и 1 бобыльский.
На карте Менде Владимирской губернии 1850 года показаны две деревни Верхняя Берёзовка и Нижняя Берёзовка (располагавшаяся западнее). В 1859 году в Верхней Берёзовке числилось 45 дворов, в Нижней Берёзовке — 52 двора. В 1840—50-х годах Верхняя и Нижняя Берёзовки входили в состав владений князя Сергея Григорьевича Голицына.
В 1872 году в Нижней Березовке началось строительство церкви, завершившееся постройкой трапезной церкви в 1881 году. Престол в храме был один во имя святого благоверного князя Александра Невского. Приход состоял из села Березовки и деревни Федоровки.
В конце XIX — начале XX века Верхняя и Нижняя Березовки входили в состав Казаковской волости Муромского уезда Владимирской губернии. В 1905 году в деревне Верхняя Березовка числилось 73 двора, в селе Нижняя Березовка — 102 двора.
С 1929 года село Березовка являлось центром Березовского сельсовета Вачского района Горьковского края, позднее в составе Давыдовского сельсовета. С 2009 года село в составе Филинского сельсовета.

## Население
Суммарно по двум деревням:
| 1859 | 1905 |
| ---- | ---- |
| 648  | 914  |

| 1859 | 1905 | 1926  | 1999 | 2002 | 2010 |
| ---- | ---- | ----- | ---- | ---- | ---- |
| 648  | ↗914 | ↗1102 | ↘292 | ↘221 | ↘175 |

## Достопримечательности
В селе расположена действующая Церковь Александра Невского